# Calyptomyrmex caledonicus
Calyptomyrmex caledonicus (лат.) — вид мелких муравьёв рода Calyptomyrmex из подсемейства Myrmicinae (Formicidae). Остров Новая Каледония (Foret de Thy).

## Описание
Мелкие муравьи, длина тела около 3 мм. Длина головы (HL) от 0,668 до 0,80 мм, ширина  (HW) от 0,62 до 0,76 мм. От близких видов отличается шипиками заднегрудки, формой мезонотума и проподеума.  Длина скапуса усика (SL) от 0,38 до 0,45 мм. Основная окраска тела желтовато-красные цвета (усики и ноги светлее). Голова и тело покрыты тонкими волосками. Проподеум с треугольными зубчиками. Глаза мелкие: в наибольшем диаметре 2-3 омматидия. На голове развиты глубокие усиковые бороздки, полностью вмещающие антенны. Усики самок и рабочих 12-члениковые с булавой из 3 вершинных члеников (у самцов усики 12-члениковые, но без булавы). Максиллярные щупики 2-члениковые, нижнечелюстные щупики из 2 члеников. Наличник широкий с двулопастным выступом (клипеальная вилка). Стебелёк между грудкой и брюшком состоит из двух члеников: петиолюса и постпетиолюса (последний четко отделен от брюшка), жало развито, куколки голые (без кокона). Петиоль, постпетиоль и брюшко пунктированные. Вид был впервые описан в 2011 году австралийским мирмекологом Стивом Шаттаком (Steven O. Shattuck, CSIRO Ecosystem Sciences, Канберра, Австралия).